# Alexandra Berková
Alexanda Berková (Trenčín, 2 de julio de 1949-Praga, 16 de junio de 2008) fue una novelista, guionista y periodista checa.

## Biografía
Alexanda Berková se graduó en la escuela de fabricación de cristal de Kamenický Šenov y posteriormente estudió checo y arte en la Universidad Carolina de Praga.
Entre 1973 y 1981 trabajó como editora en las editoriales Svoboda y Československý spisovatel.
En 1989 colaboró en la creación de la Unión de Escritores Checos.
A partir de 1990 impartió clases de escritura creativa en la Escuela Josef Škvorecký y en la Academia de Literatura, ambas instituciones en Praga. Asimismo, ha colaborado con la televisión checa, que ha producido varias películas basadas en sus guiones. Estuvo casada con el pintor Vladimir Novak, del cual luego se divorciaría.

## Obra
La obra de Alexandra Berková refleja las relaciones humanas y el conjunto de la sociedad bajo un punto de vista claramente feminista.
En su ficción, que se caracteriza por ser no-temática, la autora experimenta principalmente con la forma narrativa. Frecuentemente alterna diferentes estilos, cambiando el papel del narrador desde el análisis racional hasta la postura expresiva.
Por ello, más que del tema, la fuerza de la narración proviene del lenguaje, de lo que se alude con la palabra y del empleo de un léxico complejo y resonante.
Su primera obra, Knížka sčerveným obalem (1986), es, más que una narración continua, una colección de diecinueve historias en donde la frontera entre lo real y lo irreal aparece desdibujada; los distintos textos relatan el nacimiento, la niñez, la adolescencia, la madurez y la muerte de la protagonista.
De acuerdo al crítico literario Milan Suchomel, «las historias [...] son fragmentos, observaciones, notas, anécdotas, estudios y juegos, experimentando con encontrar la posición de uno mismo dentro de la corriente de acontecimientos».
La segunda obra de ficción de Bekarková, Magorie aneb Příběh velké lásky (1991), también mezcla lo real con lo imaginario; en ella, la historia personal del argumento viene a reflejar una imagen de la sociedad como conjunto. El texto luego se revela como una parábola de las técnicas del realismo socialista en la década de 1950.
Su posterior libro Amor tenebroso (Temná láska, 2000) se encuadra ya en el contexto de una feminidad degradada dentro de la socidedad contemporánea. En el texto, que toma la forma de conversaciones terapéuticas entre la protagonista y su médico, la heroína comenta todo lo que la ha sucedido en el pasado y busca vías para el futuro.
Esta novela provocó apasionadas reacciones negativas en ciertos sectores de la crítica y entre algunos lectores.

## Novelas
- Knížka s červeným obalem (1986)
- Magorie aneb Příběh velké lásky (1991)
- Utrpení oddaného všiváka (1993)
- Amor tenebroso (Temná láska) (2000)
- Banální příběh (2004)
- O psaní (2014)